# Mieczysław Kamiński (tenor)
Mieczysław Kamiński (ur. w 1835 lub 1837 we Lwowie, zm. 23 września 1896 tamże) − polski śpiewak operowy (tenor), reżyser, dyrektor teatru, komediopisarz, tłumacz, autor wspomnień.

## Życiorys
Był najmłodszym synem Jana Nepomucena Kamińskiego. Debiutował na scenie lwowskiej w wieku 11 lat – grał na deskach teatrów amatorskich. W późniejszym okresie grywał w repertuarze komediowym na scenie lwowskiej. W wieku kilkunastu lat zaczął tłumaczyć sztuki francuskie na potrzeby sceny polskiej we Lwowie. Uczył się śpiewu we Lwowie, a następnie w Wiedniu. Dalsza jego kariera związana była ze sceną operową. Ogromnym powodzeniem cieszył się na scenach europejskich, ceniony również za zdolności aktorskie. W 1857 został zaangażowany do Opery Wiedeńskiej, śpiewał też w Paryżu, Berlinie, Stuttgarcie, Bolonii, Zurychu, Grazu i Pradze.
W 1859 zaangażowany do opery warszawskiej. Zyskał sobie ogromną popularność, zachwycony jego śpiewem i grą Stanisław Moniuszko specjalnie dla niego napisał partię Kazimierza do opery Hrabina. Od 1862 występował na scenach zagranicznych. W 1872 występował na scenie teatru w Łodzi. Następnie wyjechał do Lwowa i ponownie do Warszawy. Zaangażowany do składu opery we Lwowie na wiosnę 1873. Od 1886 dyrektor Luisenthaltheater w Berlinie. W 1889 objął stanowisko reżysera operowego na scenie lwowskiej. We Lwowie pozostał do końca życia. Jego wspomnienia Z moich wędrówek po świecie drukowane były na łamach Wędrowca w 1887.
Śpiewał w języku polskim, francuskim, włoskim, niemieckim, czeskim. Zasłynął w partiach Fausta (Faust Ch. Gounoda), Tannhäusera (Tannhäuser R. Wagnera), Eleazara (Żydówka J.F.F. Halévy’ego), Alfreda (Traviata G. Verdiego), Raula (Hugenoci G. Meyerbeera), Lohengrina (Lohengrin R. Wagnera) − wskazówek do tej ostatniej kreacji udzielał mu sam autor, z którym Kamiński zaprzyjaźnił się we Frankfurcie. W repertuarze miał 115 oper.
Pochowany na cmentarzu Łyczakowskim.